# HMS Charybdis (88)
«Карібдіс» (88) (англ. HMS Charybdis (88) — військовий корабель, легкий крейсер типу «Дідо» Королівського військово-морського флоту Великої Британії за часів Другої світової війни.

## Історія створення
«Карібдіс» був закладений 9 листопада 1939 року на корабельні компанії Cammell Laird у Беркенгед. 3 листопада 1941 року розпочав проходження ходових випробувань і після позитивних результатів 3 грудня 1941 включений до складу Королівських ВМС Великої Британії.

## Дизайн та конструкція
«Карібдіс» належав до серії легких крейсерів «Дідо», що споконвічно розроблялися, як крейсери ППО, й відповідно основним озброєнням цього крейсеру були зенітні артилерійські системи. При введенні до лав флоту на борту корабля було встановлено 10 зенітних гармат, зокрема 8 — швейцарських 20-мм швидкострільних автоматичних гармат «Ерлікон» та 2 зчетверені 40-мм зенітні гармати QF 2 Mark II. З важкої корабельної зброї крейсер «Карібдіс» разом зі своєю копією крейсером «Сцилла», на відміну кораблів його типу, що були спущені на воду раніше, мав тільки 4 башти з 114-мм двоствольними гарматами QF 4.5-inch Mk III, замість 133-мм двоствольних гармат QF 5.25 inch Mark I.
До того ж HMS «Карібдіс» відрізнявся від «Сцилли» наявністю ще одної 102-мм універсальна гармата QF 4 inch Mk V. На початку 1943 комплекс озброєння на кораблі зазнав модифікації спрямованої на підвищення бойових можливостей крейсера з відбиття повітряних нападів противника. Гармата Mk V та 40-мм зенітні гармати QF 2 Mark II були демонтовані й замінені на ще 10 20-мм зенітних гармат «Ерлікон».
Торпедне озброєння включало 6 21-дюймових (533-мм) торпедних апарати в 3-х пускових установках.

## Служба

### Початок служби
У грудні 1941 бойовий корабель увійшов до складу Хоум Фліт й незабаром був виділений для ескорту 1-ї ескадри тральщиків в операції SN81, з встановлення мінних полів на Північному мінному загородженні (англ. Northern Barrage), що виставлялося між Оркнейськими та Фарерськими островами і далі на північ до Ісландії.
30 березня 1942 року крейсер ППО «Карібдіс» вийшов для проведення ще одної операції з встановлення мінних полів — SN87.

### На Середземному морі
13 квітня 1942 крейсер відряджений до Гібралтару до складу З'єднання Н, де розпочав виконувати завдання із супроводження авіаносця «Восп» та лінійного крейсера «Рінаун» з метою доставки літаків на обложену Мальту в операції «Календа». Американський авіаносець вдало доставив партію бойових літаків, що своїм ходом дісталися острову, після чого у супроводі «Карібдіса» продовжив рух до Атлантичного океану через Гібралтар.
Наступні декілька місяців крейсер входив до З'єднання «W», головним завданням якого було забезпечення перельоту бойових літаків з борту союзних авіаносців до аеродромів Мальти. На початку травня крейсер ППО «Карібдіс», разом з британськими «Еко», «Інтрепід» та американськими есмінцями USS «Ланг» і «Стеретт» у супроводі лінійного крейсера «Рінаун» здійснював прикриття з повітря переходу американського «Воспа» та британського «Ігла» в операції «Бовері».
17 травня ескортна група на чолі з крейсером знову супроводжував «Ігл» й «Аргус» в операції «LB». У червні з аналогічними завданнями корабель ескортував авіаносці в операціях «Стайл» та «Селіент».
11 червня 1942 бойовий ескорт З'єднання «W» у складі лінійного корабля «Малайя», крейсерів «Карібдіс», «Кеніа» і «Ліверпуль», есмінців та інших бойових кораблів, супроводжувало авіаносці «Ігл» й «Аргус» в операції «Гарпун» — спробі британців провести на обложену Мальту конвой з 6 транспортних суден.
Операція «Гарпун» проводилася одночасно з іншим конвоєм союзників, що прямував на острів з Єгипту — операцією «Вігорос». Обидва конвої перевозили значну кількість продовольства та майна на Мальту, що серйозно потерпала в умовах багаторічної облоги країнами Осі. Однак обидві спроби прорватися закінчилися провалом.
14 та 20 липня 1942 HMS «Карібдіс» здійснював протиповітряне прикриття авіаносців у наступних операціях — «Пінпойнт» та «Інсект» відповідно. У серпні крейсер взяв участь в ескортуванні авіаносця «Ігл» у складі з'єднання «Z» в операції «П'єдестал». Ескортне з'єднання, що виділялося на супровід транспортного конвою для доставлення вантажів на острів, було найпотужнішим за усю війну. До складу входили 2 лінкори, 4 авіаносці, 7 крейсерів і 32 есмінці, командувачем був віцеадмірал Е.Сіфрет. Британське адміралтейство повністю усвідомлювало, що доля острова залежатиме від того, скільки транспортних суден з 15-ти, що вирушили на Мальту, добереться до острова.

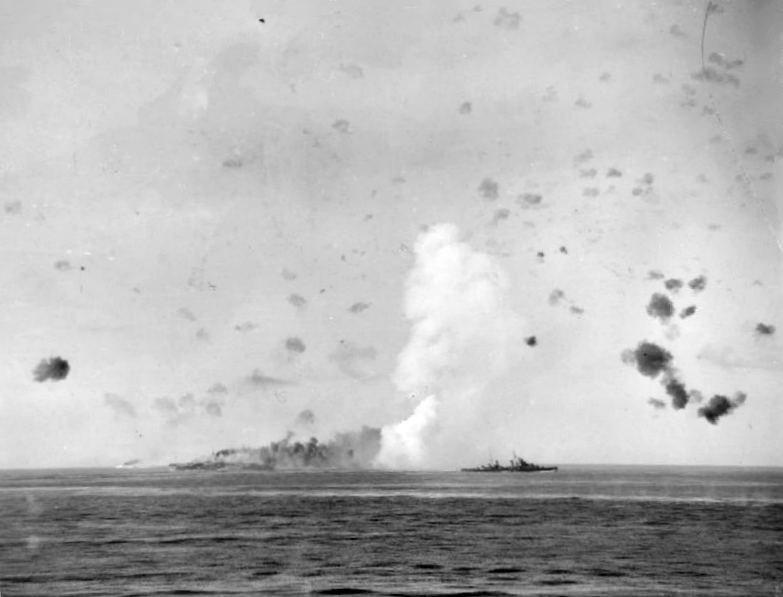
Британський легкий крейсер «Карібдіс» ставить димову завісу, прикриваючи від ударів ворожої бомбардувальної авіації уражений авіаносець «Індомітебл». Операція «П'єдестал». 12 серпня 1942

Конвой проривався до обложеного острову під потужнішими ударами з повітря та атаками німецьких підводних човнів, й зазнав важкі втрати. Британський «Ігл» був потоплений німецьким підводним човном U-73 й тільки 5 транспортних суден, у тому числі сильно пошкоджений коштовний американський танкер SS «Огайо», спромоглися прорватися до обложених.
Після загибелі авіаносця «Ігл», «Карібдіс» влаштував серію бомбардувань глибинними бомбами, намагаючись знищити U-73, але даремно. Потім він прикривав від атак бомбардувальників Люфтваффе та італійських ВПС авіаносець «Індомітебл», що отримав пошкодження в бою й проводив рятувальну операцію.
13 серпня командувач оперативною групою флоту адмірал Е.Сіфрет з великими кораблями повинен був повернути назад, залишивши групу з 4 крейсерів і 12 есмінців супроводжувати транспорті судна далі на острів. Однак, за наступні кілька годин ситуація докорінно змінилася: флагман конвою крейсер «Нігерія» і крейсер ППО «Каїр» були торпедовані італійським підводним човном «Аксум». «Каїр» довелося затопити. Далі у вузькій протоці Скеркі в результаті нальоту авіації супротивника були потоплені 2 торговельних судна. «Карібдіс» діяв у складі групи прикриття «X» до 14 серпня, намагаючись захистити транспортні кораблі від ударів Люфтваффе. Згодом бойовий корабель повернувся до З'єднання Z, здійснюючи протиповітряну оборону бойового порядку кораблів.

### В Атлантиці та походи на Середземне море
У вересні 1942 року крейсер перенацілений на виконання завдань з патрулювання в Атлантиці в пошуках німецьких суден та кораблів, що проривалися з Далекого Сходу до портів Франції. Наприкінці жовтня знову повернувся на Середземне море, тут «Карібдіс» взяв участь в операції «Трейн» — доставка авіаносцем «Фьюріос» бойових літаків на Мальту.
13 листопада «Карібдіс» супроводжував американський ескортний авіаносець «Евенджер» у поході з конвоєм до Гібралтару.
25 листопада переходить у підпорядкування 12-ї ескадри крейсерів З'єднання H й діяв з Гібралтару із завданнями підтримки висадки союзного десанту в Марокко та Алжирі. Головним завданням крейсера ППО під час операції «Смолоскип» було прикриття з повітря та артилерійська підготовка висадки десанту.
27 листопада разом з крейсерами «Аврора», «Аргонаут», «Сцилла» та «Сіріус» проводили операцію з перешкоджання прориву французьких кораблів до Північної Африки.
12 грудня 1942 «Карібдіс» прибув до Великої Британії для проведення ремонту та відновлення боєздатності.
У березні 1943, після завершення комплексного ремонту з переозброєнням, крейсер ППО HMS «Карібдіс» повернувся до лав Хоум Фліту з базуванням на Скапа-Флоу. До квітня крейсер виконував завдання з протиповітряного захисту патрулів у Північному морі та роботу тральщиків з встановлення мінних полів. Згодом корабель переведений до Плімута, де включений до складу кораблів бойового ескорту конвоїв, що проходили Біскайською затокою.
На початку травня 1943 разом з крейсером «Уганда» супроводжували перехід RMS «Квін Мері» з прем'єр-міністром Великої Британії В.Черчиллем з візитом до Сполучених Штатів.
У серпні 1943 крейсер прибув для подальшої служби до Гібралтару, де знову підключився до супроводження союзних конвоїв в акваторії Середземномор'я.
10 вересня «Карібдіс» включений до Об'єднаної групи підтримки «Схід» TF88 «З'єднання V», що забезпечувала прикриття висадки союзників у Салерно з повітря — операції «Аваланч». У цей час на борту корабля знаходився Головнокомандувач союзними військами у Середземномор'ї американський генерал Д.Ейзенхауер зі своїм штабом.
У жовтні 1943 крейсер повернувся до Плімуту та знову відновив походи з прикриття конвоїв у Біскайській затоці.

### Битва біля Сет-Іль
Наприкінці 1943 року британське командування отримало розвідувальні дані, що до європейських берегів наближається німецький пробивач блокади, суховантаж «Мюнстерленд», який мав на борту значний вантаж латексу та стратегічно важливих для німецької економіки металів. На той час німці добре навчилися проводити операції з прикриття бойовими кораблями таких надзвичайно важливих транспортників під час прориву ними союзної блокади навколо європейського континенту. З отриманням відомості про «Мюнстерленд», британці розробили контроперацію під кодовою назвою «Тунель», з метою протидії прориву німецького судна.
20 жовтня 1943 крейсер «Карібдіс» був включений до складу оперативної групи британського флоту, що мусила діяти проти німецьких кораблів. 22 жовтня група кораблів, у складі «Карібдіса», 2-х есмінців «Гренвілль» та «Рокет», 4-х ескортних міноносців типу «Хант»: «Лімбурн», «Венслейдейл», «Телібон» і «Стівенстоун» вийшла у море. Німецька група прикриття суховантажу «Мюнстерленд» включала 5 міноносців типу «Ельбінг» (T22, T23, T25, T26 і T27) з 4-ї флотилії міноносців під командуванням Франца Коглафа.
У зіткненні з німцями крейсер був уражений двома торпедами, пущених з міноносців T23 і T27. Ескортний міноносець HMS «Лімбурн» також отримав серйозне пошкодження від ураження торпедою й був пізніше затоплений есмінцем «Рокет». Німці прорвалися без втрат. А крейсер «Карібдіс» затонув за півгодини, на ньому загинуло понад 400 британських моряків. Тільки 4 офіцери та 103 матроси врятувалися.
21 січня 1944 року німецьке судно «Мюнстерленд» вогнем британської берегової артилерії було примусово викинуте на берег і знищене західніше мису Бланко Нез у північному французькому Па-де-Кале
Легкий крейсер «Карібдіс» (88) за свою недовгу службу здобув 6 бойових відзнак: за Мальтійські конвої у 1942, Північну Африку (1942), Салерно (1943), Атлантику (1943), Ла-Манш (1943) та Біскайську затоку (1943).
Незабаром після затоплення крейсера, 21 тіло загиблих моряків та морських піхотинців було викинуто морем на берег острову Гернсі. Військова адміністрація окупованих островів організувала похорон з усіма військовими почестями на яких близько 5 000 остров'ян поклали 900 вінків на могили загиблих британських військових.

## Відео
- Underwater video of the wreck of HMS Charybdis, filmed in 2009. на youtube.com. Архів оригіналу за 5 квітня 2016. Процитовано 27 грудня 2015. (англ.)

48°59′ пн. ш. 3°39′ зх. д. / 48.983° пн. ш. 3.650° зх. д.